# Amomum macrodons
Amomum macrodons är en enhjärtbladig växtart som beskrevs av Benedetto Scortechini. Amomum macrodons ingår i släktet Amomum och familjen Zingiberaceae. Inga underarter finns listade i Catalogue of Life.